# Andy Griffith
Andy Samuel Griffith (Mount Airy, Észak-Karolina, 1926. június 1. - Manteo, Észak-Karolina, 2012. július 3.) amerikai színész, humorista, producer, gospelénekes és és író volt. Karrierje hét évtizedet ölelt át. Először Elia Kazan rendező A Face in the Crowd (1957) és No Time for Sergeants (1958) című filmjeiben tűnt fel főszereplőként, de igazán ismertté a televíziós szerepei tették: ő volt a The Andy Griffith Show (1960-1968) című sitcom főszereplője, illetve a Matlock (1986-1995) című drámasorozat főszereplőjét is ő alakította.

## Élete
1926. június 1-jén született az észak-karolinai Mount Airy-ben, Carl Lee Griffith és Geneva Griffith egyetlen gyermekeként. 
Baba korában rokonaival élt, amíg szülei meg tudtak engedni maguknak, hogy házat vásárolhassanak. Mikor Griffith három éves volt, apja vásárolt egy házat Mount Airy déli részén. Gyerekkorát zenehallgatással töltötte.
A Mount Airy High School tanulója volt. Ekkor kezdte érdekelni a művészet. Baptista hitben nevelkedett. 1944-ben érettségizett.
Ezután a University of North Carolina 
egyetemen folytatta tanulmányait, ahol 1949-ben diplomázott zenéből. A Phi Mu Alpha Sinfonia testvériség elnöke volt. Több diákoperettben is játszott. Diploma után a Goldsboro High Schoolban (Goldsboro, Észak-Karolina) tanított. Többek között Carl Kasell is a tanítványa volt. Ekkoriban kezdett írni is.

## Magánélete és halála
Első felesége Barbara Bray Edwards volt, akivel 1949. augusztus 22-én házasodott össze. Két gyereket fogadtak örökbe: Andy Samuel Griffith Jr.-t (Sam Griffith) és Dixiee Nann Griffith-t. 1972-ben elváltak. Sam 1996-ban elhunyt. Második felesége Solica Cassuto volt, akivel 1973-tól 1981-ig volt házasságban. Harmadik felesége Cindi Knight volt, akivel 1983. április 12-én házasodott össze.
Első komoly egészségügyi problémája 1983 áprilisában volt, amikor Guillain-Barré-szindrómával diagnosztizálták, és hét hónapig nem tudott járni.
2000. május 9-én szívműtéten esett át.
2007. szeptember 5-én csípőműtétet hajtottak végre rajta.
2012. július 3-án hunyt el otthonában, szívroham következtében. 86 éves volt. A Griffith családi temetőben helyezték örök nyugalomra.